# Правителство на Росен Желязков
Правителството на Росен Желязков е сто и петото правителство на България. Кабинетът е избран от LI народно събрание и встъпва в длъжност на 16 януари 2025 г. Приемник е на второто служебно правителство на Димитър Главчев.

## Съставяне
Кабинетът, ръководен от Росен Желязков, е сформиран на базата на коалиционно споразумение между ГЕРБ-СДС, БСП-ОЛ и ИТН и с подкрепата на АПС (ДПС–Доган). Разпределението на министерските постове в него е в съотношение 11:5:4. На 15 януари 2025 г. президентът Румен Радев връчва първия мандат за съставане на правителство на ГЕРБ-СДС с кандидат за министър-председател Росен Желязков. Той веднага връща мандата изпълнен с проект на структура и състав на Министерския съвет. На 16 януари 2025 г. кандидатурата на Росен Желязков за министър-председател, структурата на Министерски съвет, както и персоналния му състав са одобрени от Народното събрание със 125 гласа „за“, 114 гласа „против“ и 0 гласа „въздържал се“.

## Кабинет
Сформира се от следните 19 министри и един председател:
| министерство                                          | име | име               | партия   |
| ----------------------------------------------------- | --- | ----------------- | -------- |
| министър-председател                                  |     | Росен Желязков    | ГЕРБ-СДС |
| заместник министър-председател, иновации и растеж     |     | Томислав Дончев   | ГЕРБ-СДС |
| заместник министър-председател                        |     | Атанас Зафиров    | БСП      |
| заместник министър-председател, транспорт и съобщения |     | Гроздан Караджов  | ИТН      |
| финанси                                               |     | Теменужка Петкова | ГЕРБ-СДС |
| вътрешни работи                                       |     | Даниел Митов      | ГЕРБ-СДС |
| външни работи                                         |     | Георг Георгиев    | ГЕРБ-СДС |
| регионално развитие и благоустройство                 |     | Иван Иванов       | БСП      |
| труд и социална политика                              |     | Борислав Гуцанов  | БСП      |
| отбрана                                               |     | Атанас Запрянов   | ГЕРБ-СДС |
| правосъдие                                            |     | Георги Георгиев   | ГЕРБ-СДС |
| образование и науката                                 |     | Красимир Вълчев   | ГЕРБ-СДС |
| здравеопазване                                        |     | Силви Кирилов     | ИТН      |
| култура                                               |     | Мариан Бачев      | ИТН      |
| земеделие и храни                                     |     | Георги Тахов      | ГЕРБ-СДС |
| околна среда и води                                   |     | Манол Генов       | БСП      |
| икономика и индустрия                                 |     | Петър Дилов       | ИТН      |
| енергетика                                            |     | Жечо Станков      | ГЕРБ-СДС |
| електронно управление                                 |     | Валентин Мундров  | ГЕРБ-СДС |
| туризъм                                               |     | Мирослав Боршош   | ГЕРБ-СДС |
| младеж и спорт                                        |     | Иван Пешев        | БСП      |

## Кабинет на малцинството
На 15 април 2025 г. подкрепящата до този момент правителството ДПС – ДПС обявява напускането си от управленското мнозинство, с което официалната подкрепа за кабинета в Народното събрание е намалена до 102 народни представители. Въпреки това правителството продължава своята дейност като неофициално разчита на подкрепата на ДПС-НН по ключови гласувания и вотове на недоверие. Освен това кабинетът получава и частична подкрепа от ПП-ДБ при гласуванията на вот на недоверие, тъй като коалицията подкрепя целта на правителството за присъединяване на България към Еврозоната. След официалното одобрение на влизането на България в Еврозоната на 8 юли 2025 г. от Съвета на Европейския съюз, ЕКОФИН и Европейския парламент, от Продължаваме промяната заявяват, че ще подкрепят вот на недоверие срещу правителството.

## Вотове на недоверие
| Вносители                | Сектор                 | Дата на внасяне  | Дата на гласуване | „за“ | „против“ | „въздържал се“ | негласували | Статус    |
| ------------------------ | ---------------------- | ---------------- | ----------------- | ---- | -------- | -------------- | ----------- | --------- |
|                          |                        |                  |                   |      |          |                |             |           |
| Възраждане, МЕЧ, Величие | външна политика        | 26 март 2025 г.  | 3 април 2025 г.   | 54   | 150      | 0              | 36          | неуспешен |
| Възраждане, МЕЧ, Величие | борба срещу корупцията | 10 април 2025 г. | 17 април 2025 г.  | 72   | 130      | 0              | 38          | неуспешен |
| Възраждане, МЕЧ, Величие | фискална политика      | 27 юни 2025 г.   | 4 юли 2025 г.     | 54   | 130      | 0              | 56          | неуспешен |
| Възраждане, МЕЧ, Величие | околна среда и води    | 3 юли 2025 г.    | 11 юли 2025 г.    | 83   | 131      | 0              | 26          | неуспешен |